# Huperzia lucidula
Huperzia lucidula är en lummerväxtart som först beskrevs av André Michaux, och fick sitt nu gällande namn av Trev.. Huperzia lucidula ingår i släktet lopplumrar, och familjen lummerväxter. Inga underarter finns listade i Catalogue of Life.